# Бетсі Нагелсен
Гелен Елізабет "Бетсі" Нагелсен Маккормак (англ. Helen Elizabeth "Betsy" Nagelsen McCormack) —  американська тенісистка 1970-х років, дворазова чемпіонка Відкритого чемпіонату Австралії в парному розряді. 
Крім двох парних перемог, які Нагелсен здобула,  граючи в дуеті з чешкою Ренатою Томовою та американкою чеського походження Мартіною Навратіловою, вона грала в одиночному фіналі Відкритого чемпіонату Австралії 1978 року, але титулу не здобула. 
Після завершення кар'єри працювала коментаторкою для американського та австралійського телебачення. Одружилася з юристом та спортивним агентом Марком Маккормаком і заснувала з ним тенісний центр у Вірджинії, в коледжі Вільяма та Мері.

## Фінали турнірів Великого шолома

### Одиночний розряд: 1 фінал
| Результат | Рік  | Турнір          | Повехня | Супотивниця | Рахунок       |
| --------- | ---- | --------------- | ------- | ----------- | ------------- |
| Поразка   | 1978 | Australian Open | Трава   | Кріс О'Ніл  | 3–6, 6–7(3–7) |

### Пари
| Результат | Рік     | Турнір          | Поверхня | Партнерка           | Супротивниці                     | Рахунок       |
| --------- | ------- | --------------- | -------- | ------------------- | -------------------------------- | ------------- |
| Поразка   | 1977(J) | Australian Open | Трава    | Керрі Рід           | Даєнн Фромгольц Гелен Гурлей     | 7–5, 1–6, 5–7 |
| Перемога  | 1978    | Australian Open | Трава    | Рената Томанова     | Сато Наоко Пем Віткросс          | 7–5, 6–2      |
| Перемога  | 1980    | Australian Open | Трава    | Мартіна Навратілова | Енн Кійомура Кенді Рейнольдс     | 6–4, 6–4      |
| Поразка   | 1987    | Wimbledon       | Трава    | Елізабет Смайлі     | Клаудія Коде-Кільш Гелена Сукова | 5–7, 5–7      |

### Мікст
| Результат | Рік  | Турнір  | Поверхня | Партнер     | Супротивники                      | Рахунок                   |
| --------- | ---- | ------- | -------- | ----------- | --------------------------------- | ------------------------- |
| Поразка   | 1987 | US Open | Хард     | Пол Аннакон | Мартіна Навратілова Еміліо Санчес | 4–6, 7–6(8–6), 6–7(12–14) |

## Зовнішні посилання
- Досьє на сайті WTA [Архівовано 12 серпня 2018 у Wayback Machine.]

## Виноски
1. ↑  Player Profile // WTA website
2. ↑  WTA Ranking 1981

| Тенісист | Це незавершена стаття про тенісиста чи тенісистку. Ви можете допомогти проєкту, виправивши або дописавши її. |